# Arc-boutant
Ne doit pas être confondu avec Contrefort.

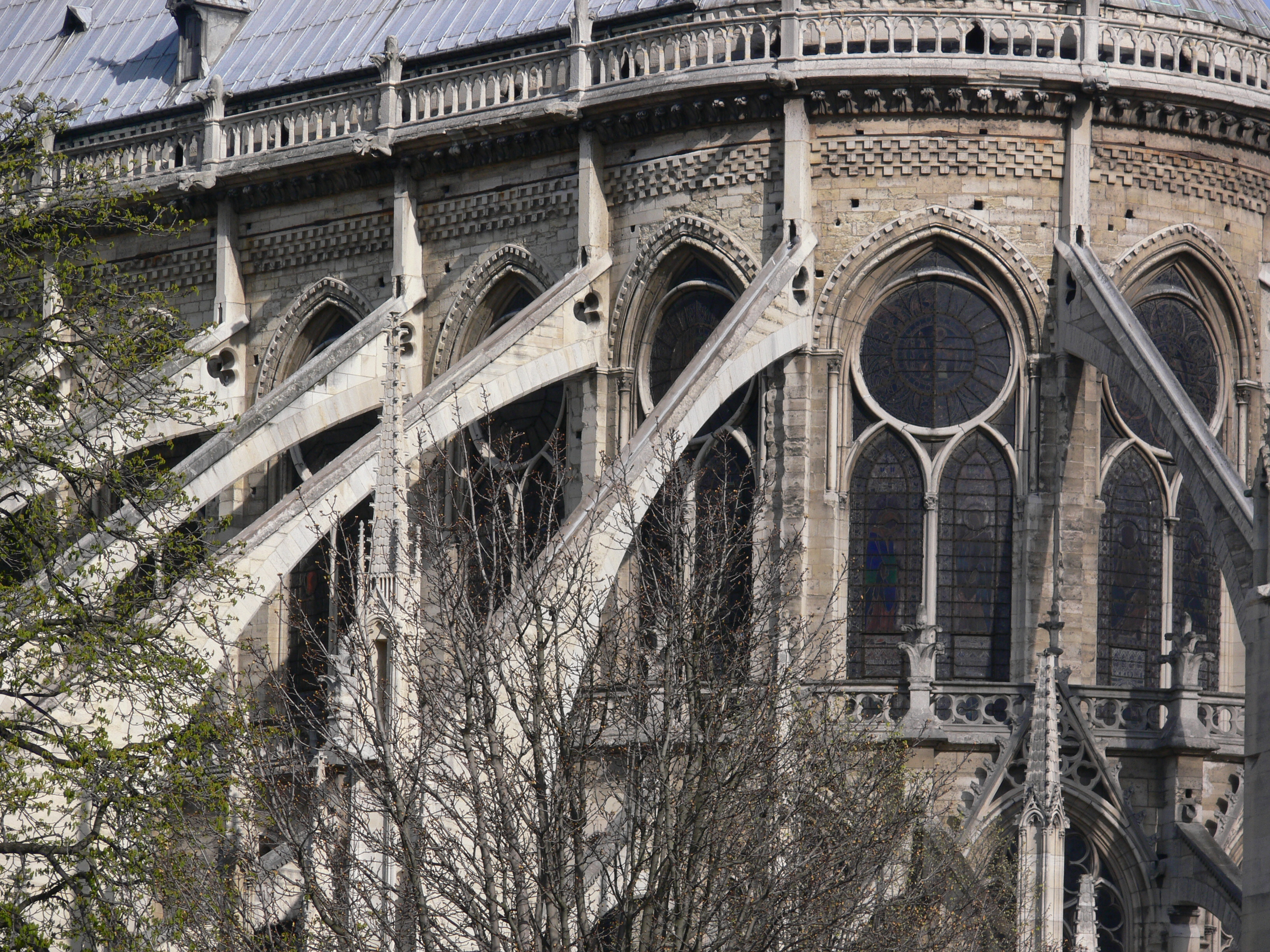
Arcs-boutants de Notre-Dame de Paris. Les chéneaux s'écoulent par une gargouille sur l'extrados de la volée, creusé en canal qui traverse la culée, l'évacuation des eaux pluviales s'achevant par une autre gargouille.

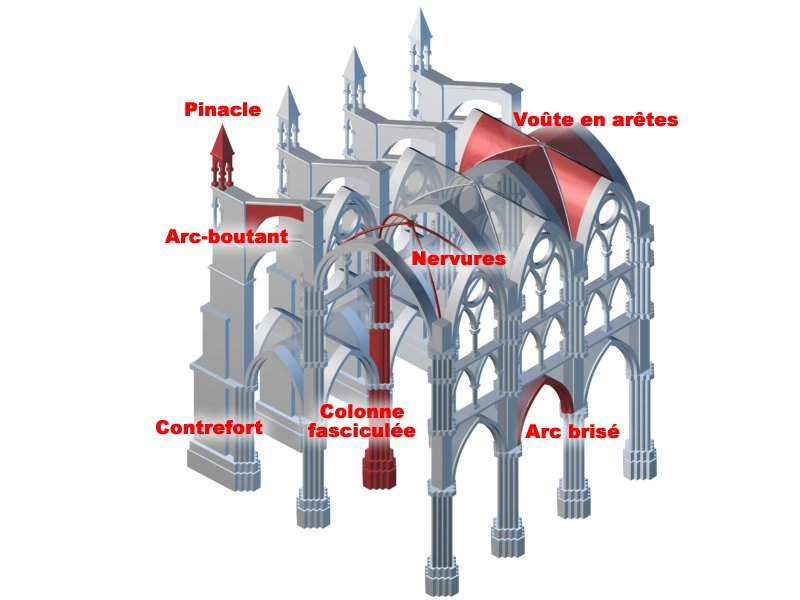
Structure typique d'une cathédrale gothique.

Un arc-boutant, ou arcboutant, est un organe de contrebutement formé d'un arc surmonté d'un petit mur aux assises horizontales et au faîte généralement rampant. Cet élément d'ossature neutralise par sa propre poussée une partie des poussées localisées d'une voûte ou d'un autre arc. Il forme ainsi une sorte d'étai en maçonnerie qui joue un rôle primordial dans l'architecture gothique en contre-butant la poussée latérale des voûtes à croisée d'ogives des vaisseaux des églises et des chapelles, et les achemine vers le pilier de culée ou contrefort. Ce dernier est le plus souvent couronné d'un pinacle, ce qui permet, en constituant un poids important au-dessus de l'étai, d’asseoir vers le bas la poussée transversale reçue via l'arc-boutant, tout en allégeant visuellement ce dernier. Notons enfin que l'intérêt structurel de tels pinacles est principalement lié au fait que la structure est en assemblage de pierres de taille, empêchant ainsi le glissement latéral de celles-ci vers l'extérieur de la macrostructure (l'édifice).
Le principe des arcs-boutants permet aux architectes gothiques, dans leur course d'espace et de hauteur, de réaliser leur rêve d'élever de plus en plus haut des voûtes de plus en plus légères, avant qu'ils ne transforment ce contrefort de secours en élément décoratif. Le développement de la métallurgie au XIIIe siècle permet en effet un emploi très nouveau du fer, sous la forme de tirants dans les appareils ou de chaînages ceinturant les murs des édifices qui peuvent alors se contenter de contreforts au lieu d'arcs-boutants. 

## Histoire
« Nous ne connaissons pas toutes les fautes qui escortent dans l’ombre la réussite. On en trouverait sans doute des exemples dans l’histoire de l’arc-boutant »

— Henri Focillon, 1943

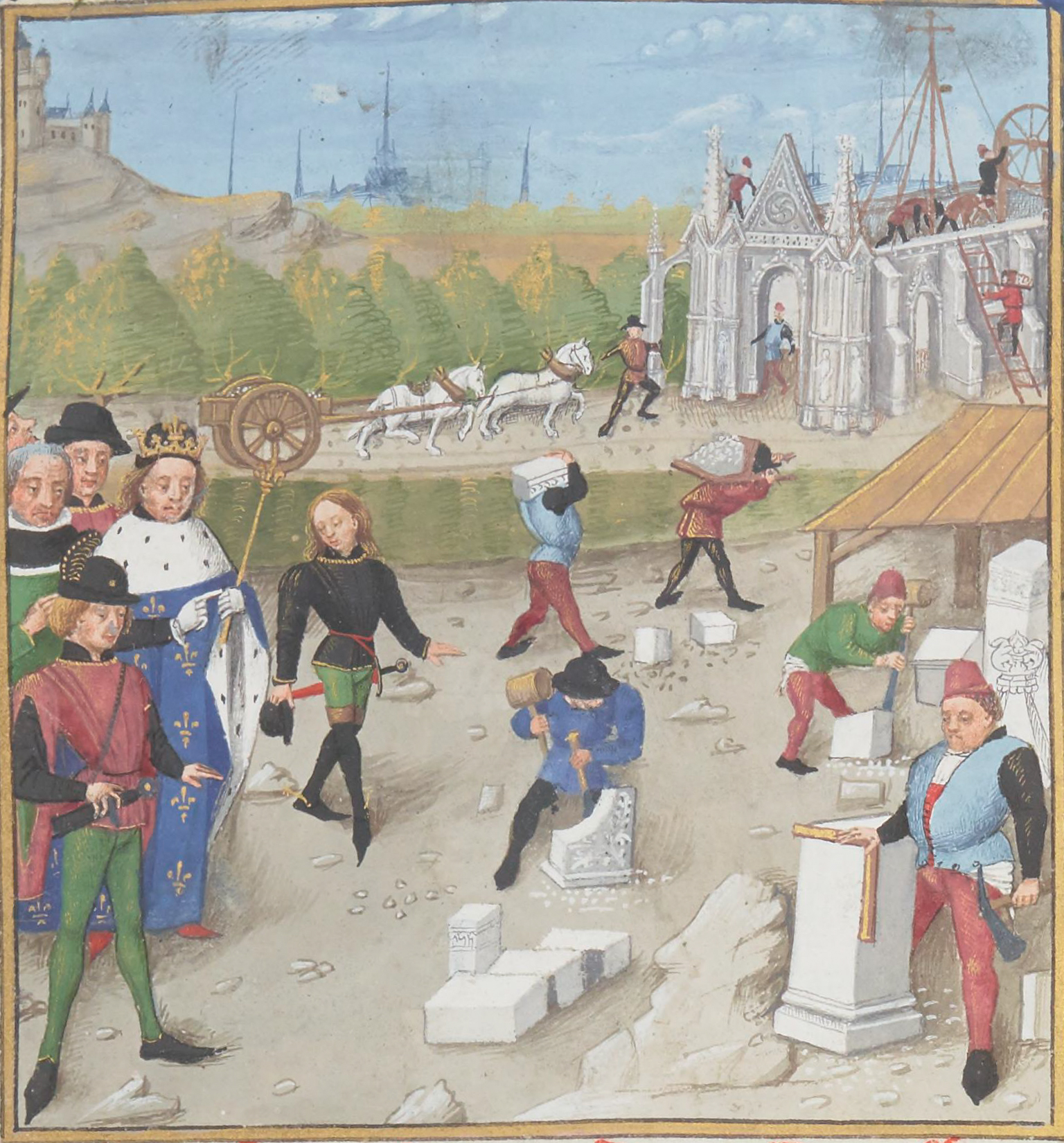
Le chantier médiéval fait appel au bois d'œuvre (échafaudage, étais, cintres, piquets de cordes…) mis en œuvre par plusieurs équipes de charpentiers. Les étais extérieurs obliques, utilisés pour contrebuter les poussées des voûtes, sont supprimés à la fin du chantier mais pérennisés dans la structure de l'architecture gothique sous la forme des arc-boutants en pierre (Dagobert visitant le chantier de la construction de Saint-Denis, enluminure de Robinet Testard dans les Grandes Chroniques de France, 1471).

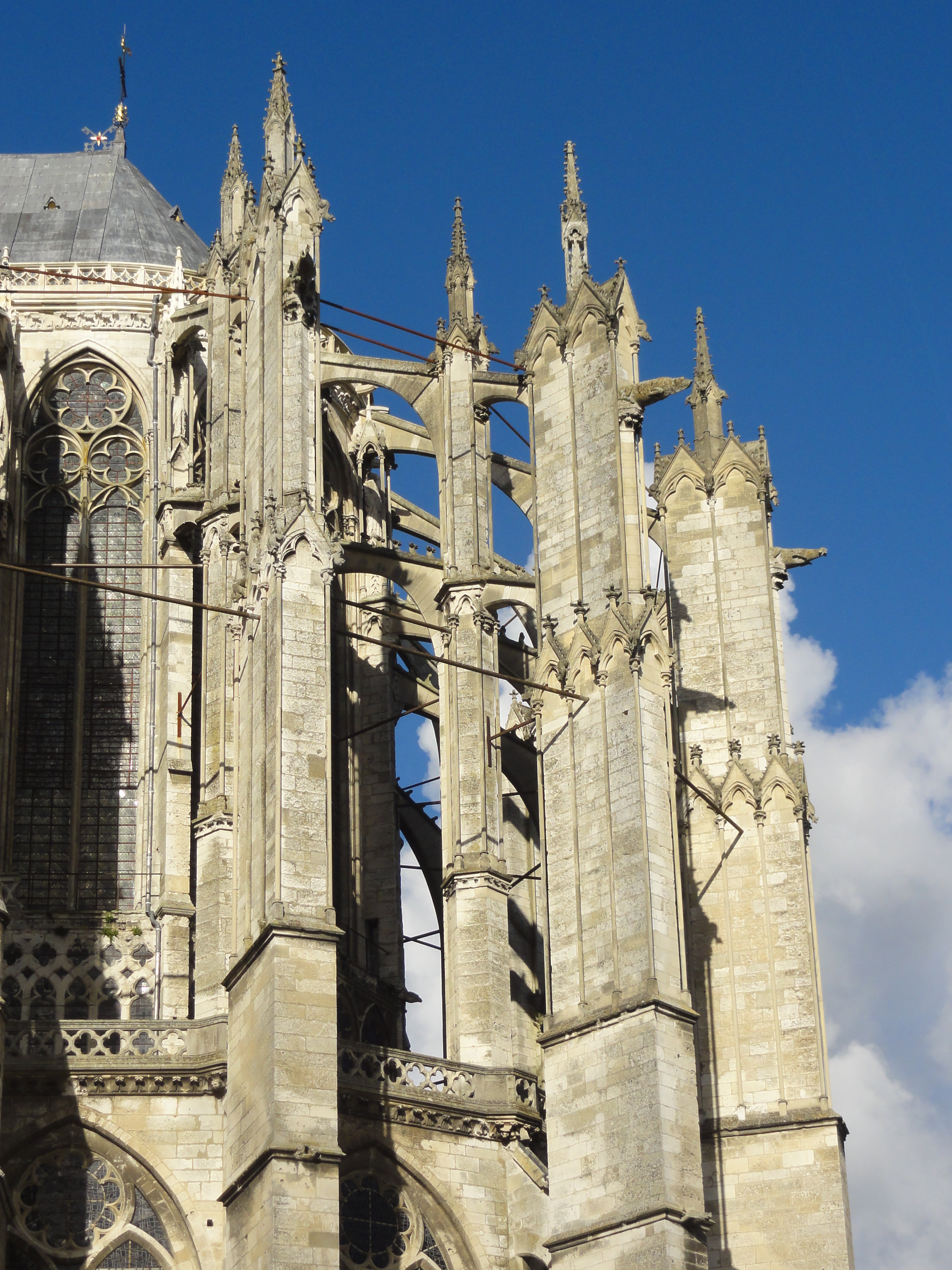
Présence voyante de tirants métalliques fixés entre les culées des arcs-boutants qui soutiennent les murs du chœur de la cathédrale de Beauvais.

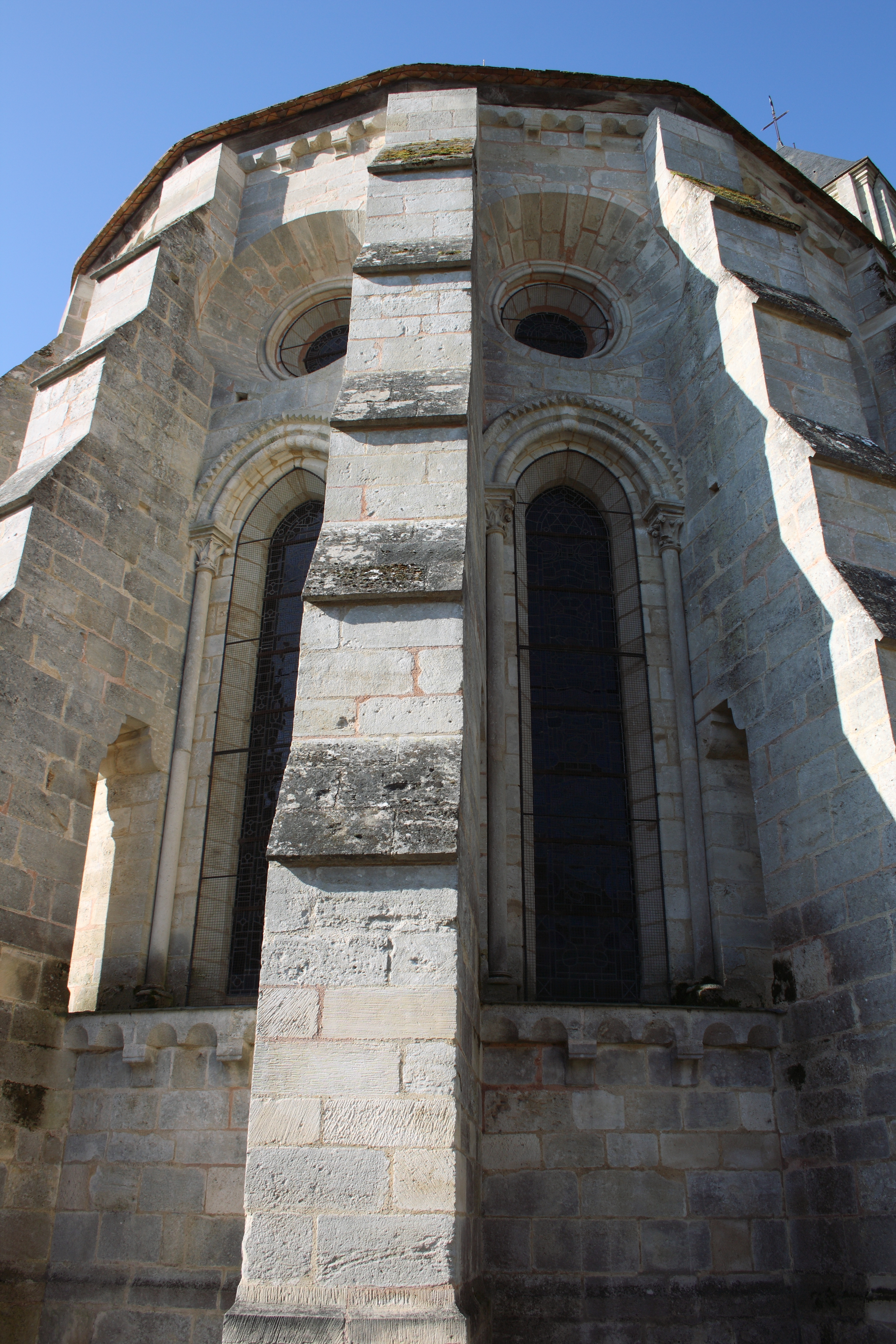
Au niveau du chevet de l'église Notre-Dame de Vétheuil, les contreforts à ressauts successifs sont percés d'étroits passages. Viollet-le-Duc y a vu la préfiguration plus esthétique que technique des arcs-boutants.

Inventés vers la fin de la période romane dans l'architecture normande, ils sont alors dissimulés sous la toiture dans les combles par des murs-boutants, comme le chevet du Prieuré Saint-Martin-des-Champs à Paris. Les arcs-boutants sont d'abord utilisés par les architectes gothiques pour consolider les églises romanes qui menacent de s'effondrer quand leur voûte principale est trop haute, puis ils transforment ce contrefort de secours en un élément architectural et décoratif, destiné à assurer l'équilibre des hautes voûtes nervées. Cependant, leur utilité fait débat chez les premiers maîtres d'œuvre de l'époque gothique qui oscillent entre son rejet et son adoption. L'historien anticlérical Michelet qui dénigre l'art gothique, considère ces contreforts comme des « béquilles architecturales ». Ernest Renan, en écrivant que « les arcs-boutants sont une forêt de béquilles », a bien compris que cet élément, lorsqu'il est envisagé comme permanent, devient un organe esthétique. Ainsi, l'arc-boutant est un organe moins consubstantiel à l'architecture gothique qu'il a été supposé.
Le XIIe siècle constitue une période de tâtonnements pour les arcs-boutants qui reprennent la fonction des contreforts de l'architecture romane. Mis en valeur lors de la construction de la cathédrale Saint-Étienne de Bourges, ils deviennent courants pendant le XIIIe siècle. Un contrebutement systématique est établi dans la nef de Notre-Dame de Paris autour de 1180, mais c'est à la cathédrale de Chartres que l'arc-boutant s'intègre dès l'origine à la construction. Le système pour la construction de voûte utilisant des étais extérieurs obliques en bois par les maîtres ouvriers est pérennisé finalement en structure dans l'architecture gothique avec de la pierre formant l'arc-boutant mince et rampant : cela permet d'ouvrir de larges baies en partie haute des murs des églises, et d'éclairer abondamment l'intérieur à travers les vitraux. Les arcs-boutants servent aussi à l'évacuation de l'eau de pluie reçue sur le toit.
Les premiers arcs-boutants sont dits simples ou à simple volée : l'arc repose directement sur la culée. Au fil des siècles, la course d'espace et de hauteur, témoin du dynamisme urbain, du goût de l'exploit et de l'émulation des commanditaires (notamment les évêques), peut conduire les architectes à construire des arcs-boutants à double (peut-être, dans le parti primitif de la cathédrale Notre-Dame de Paris, dès les décennies 1160-1170) voire à triple volée avec la construction de piliers intermédiaires avant la culée : l'arc trouve ainsi un appui contre une culée intermédiaire, ce qui permet d'assurer le mur gouttereau au point où celui-ci reçoit le maximum de la poussée exercée par la voûte, et de le stabiliser en partie supérieure, là où la pression du vent est très forte. Deux ou trois étages superposés peuvent être disposés à chaque travée. Le plus bas reprend l'essentiel de la poussée de la voûte maîtresse au voisinage de sa retombée, les plus hauts recueillent la poussée qu'exercent sur les gouttereaux les charpentes et la toiture,.
Pour les chrétiens, la voûte des sanctuaires évoque un navire retourné, la toiture la coque et l'église elle-même un bateau soutenu par ses rames (les arcs-boutants). Ils voient ainsi l'église comme un navire flottant sur les eaux célestes, si bien que le terme de nef s'est vite imposé par métaphore.
Chronologie en images :

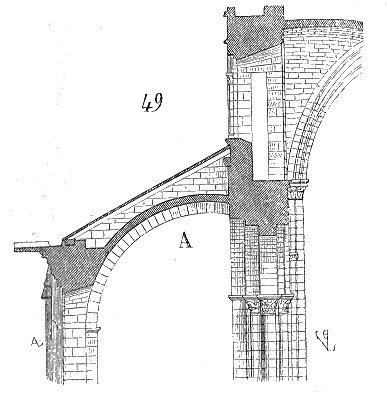
XIe siècle : abbatiale Saint-Étienne (Caen).
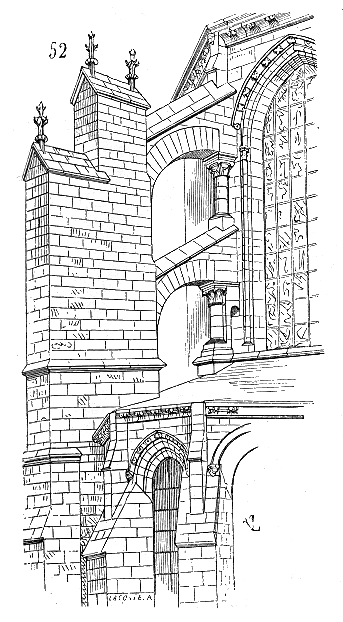
Début XIIIe siècle : cathédrale de Soissons.
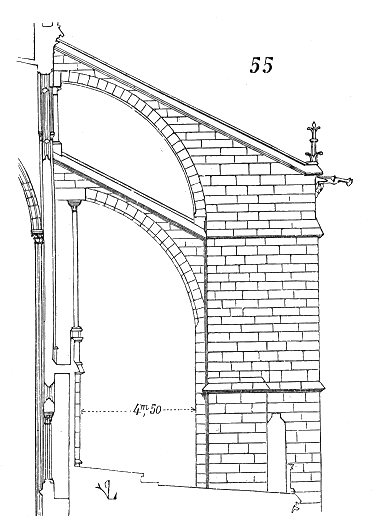
XIIIe siècle : batterie à arcs superposés à la cathédrale Saint-Denis.
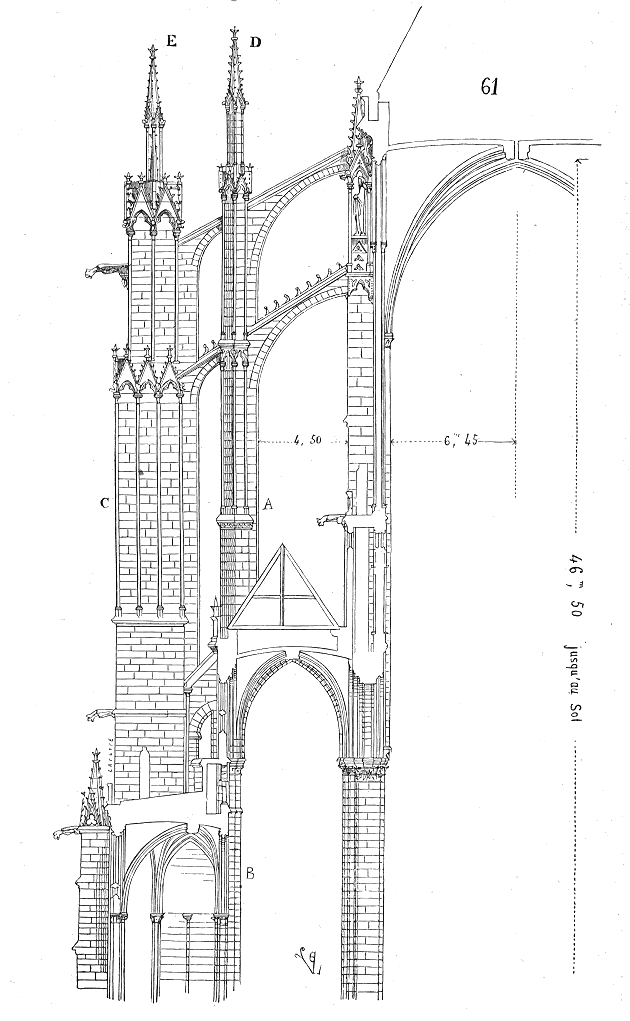
XIIIe siècle : chœur de la cathédrale de Beauvais.
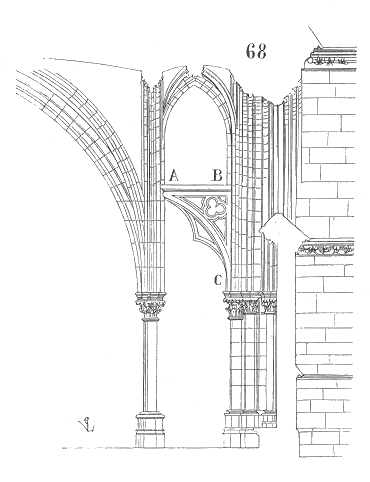
XIIIe siècle : chapelle basse de la Sainte-Chapelle.
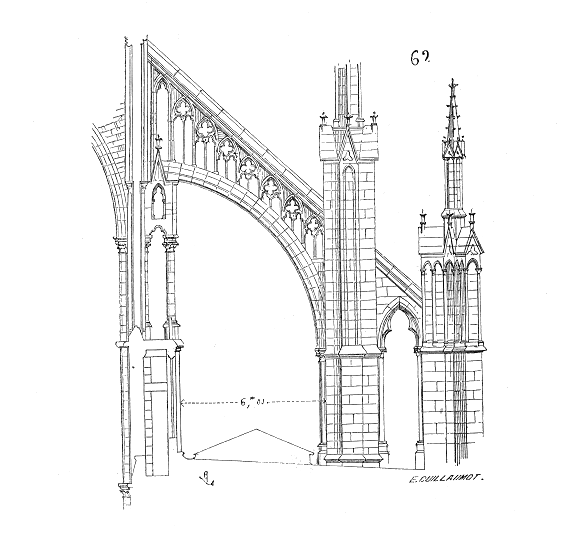
Fin XIIIe siècle : batterie à arcs successifs à la cathédrale d'Amiens.
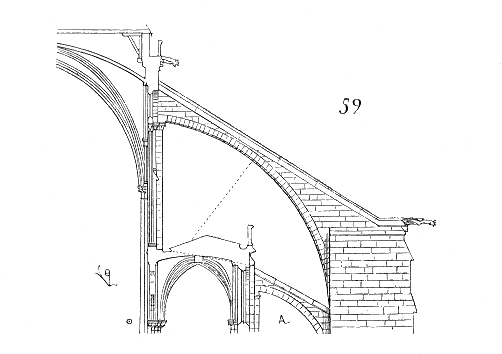
XIVe siècle : cathédrale Notre-Dame de Paris.
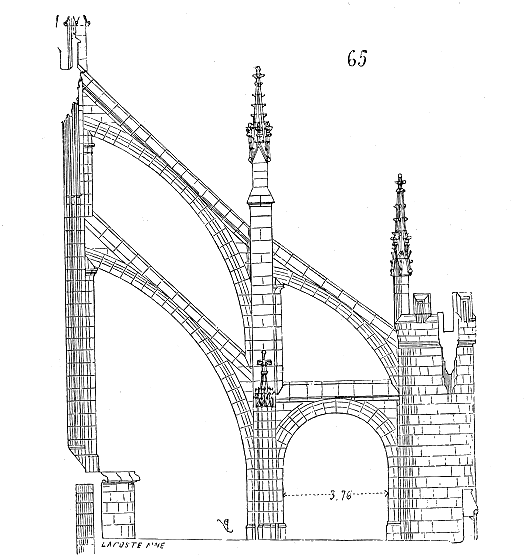
XIVe siècle : cathédrale de Narbonne.
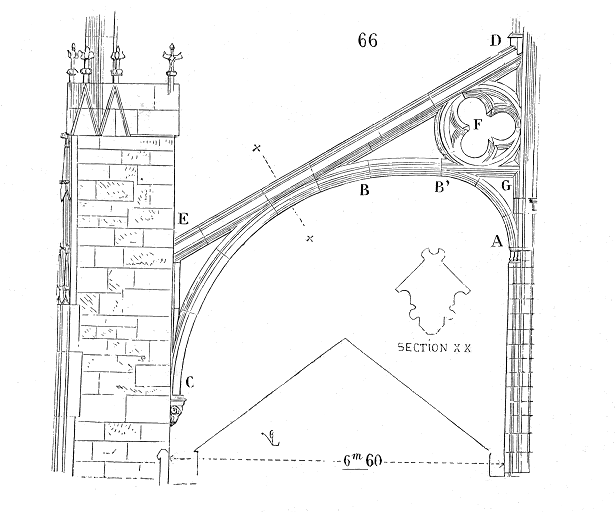
XIVe siècle : église Saint-Urbain à Troyes.
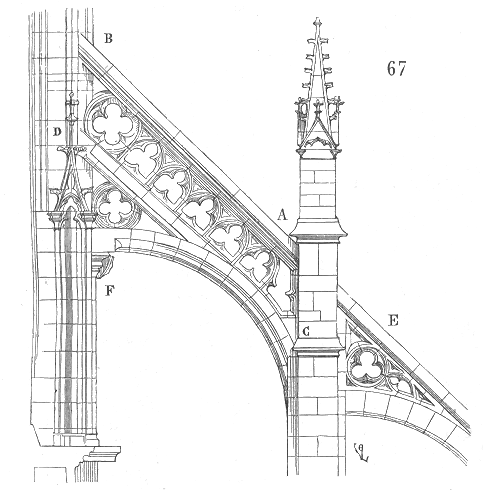
XVe siècle : cathédrale de Troyes.
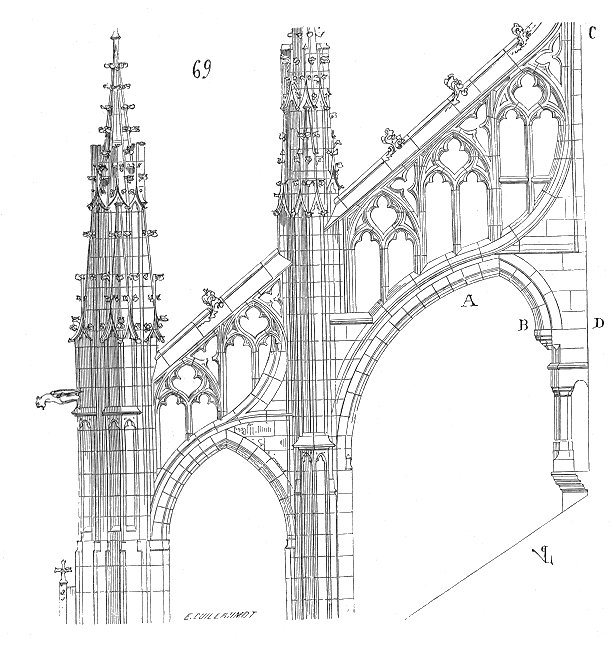
Début XVIe siècle : église Saint-Wulfrand à Abbeville

## Utilisations notables

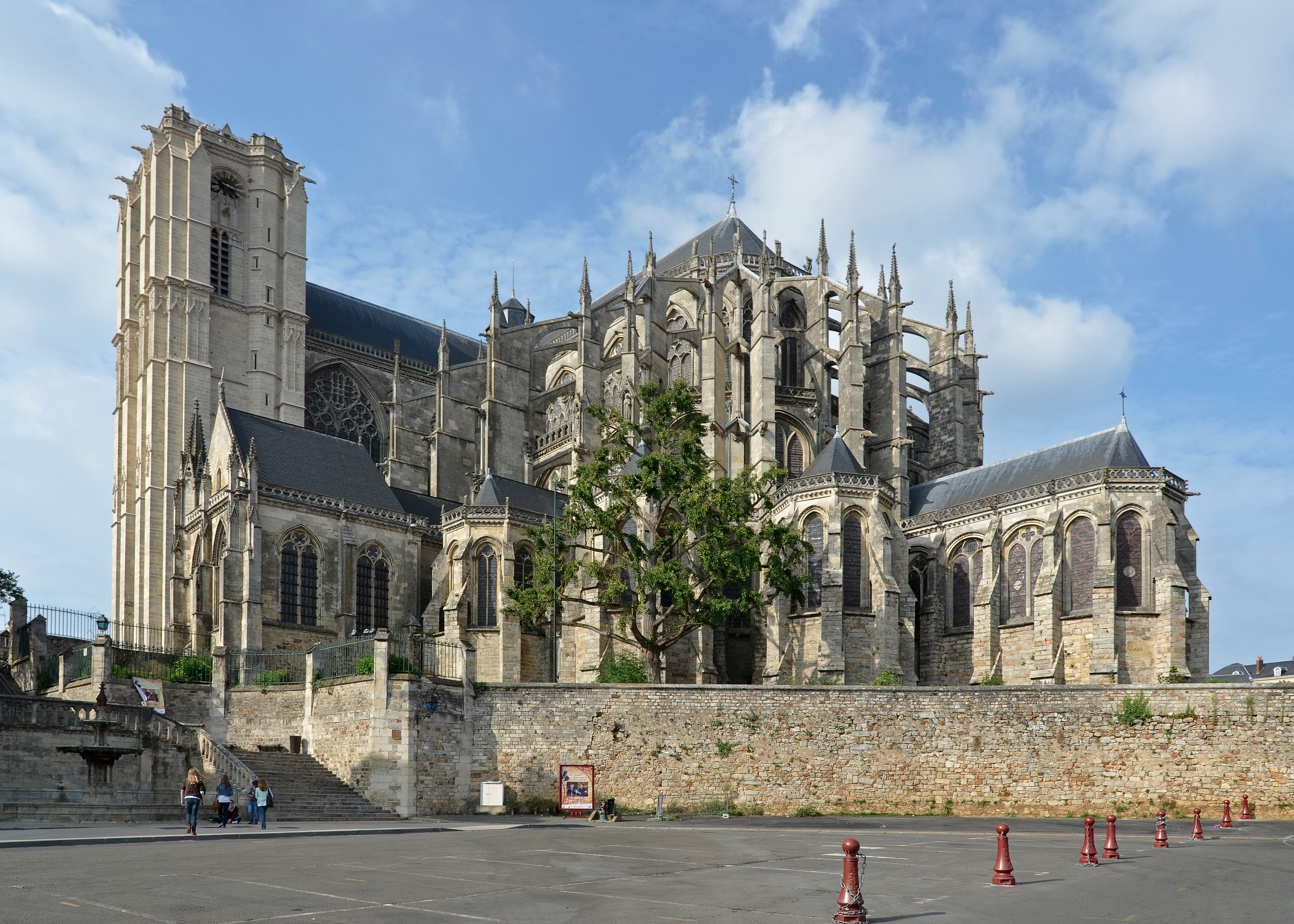
Au chevet de la cathédrale Saint-Julien du Mans, les arcs boutants sont à triple volée, formant une véritable forêt.

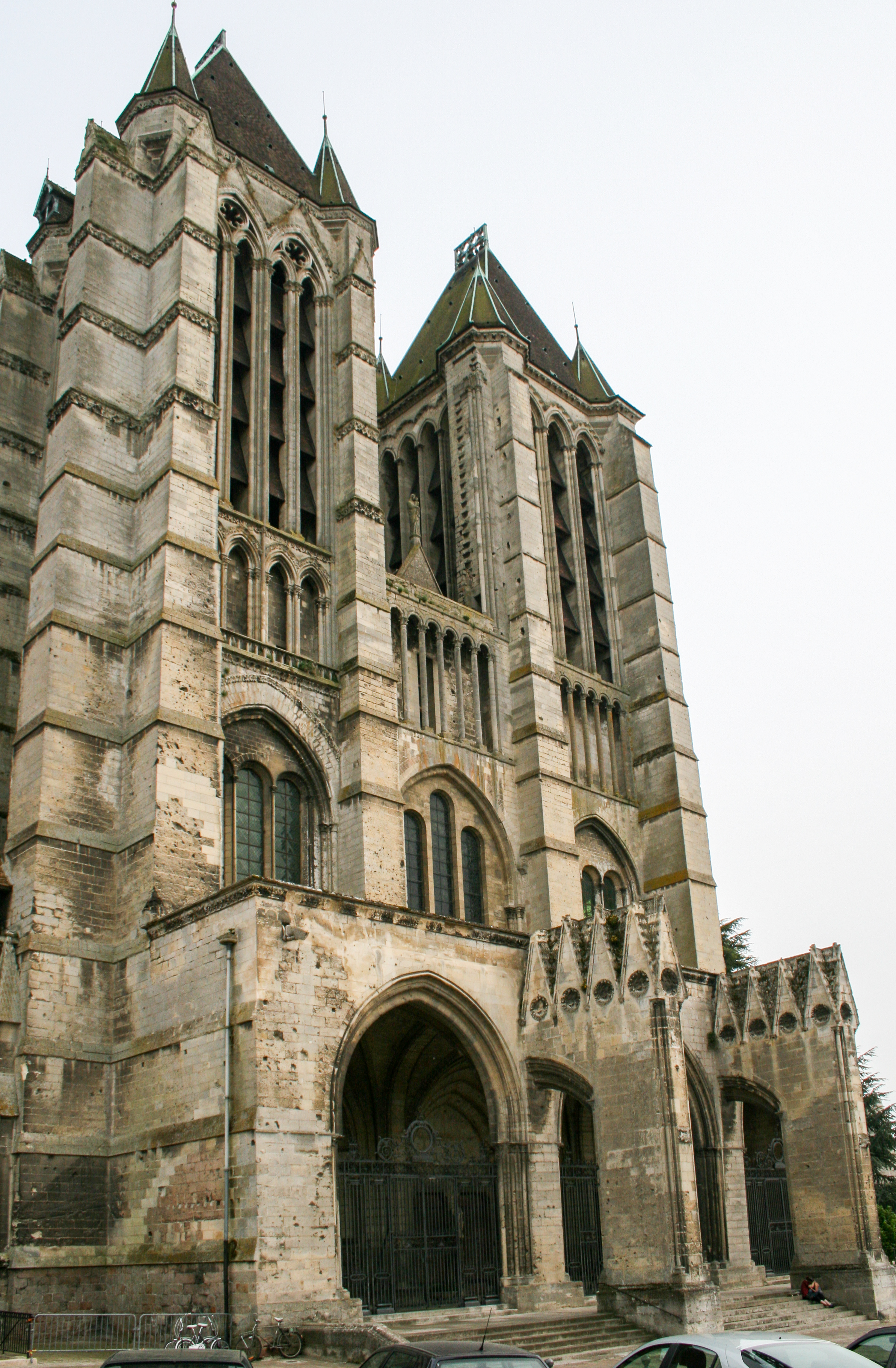
La façade occidentale de la cathédrale de Noyon, marquée par des contreforts qui soulignent les divisions verticales, est précédée par un porche que maintiennent deux arc-boutants ajoutés au XIVe siècle

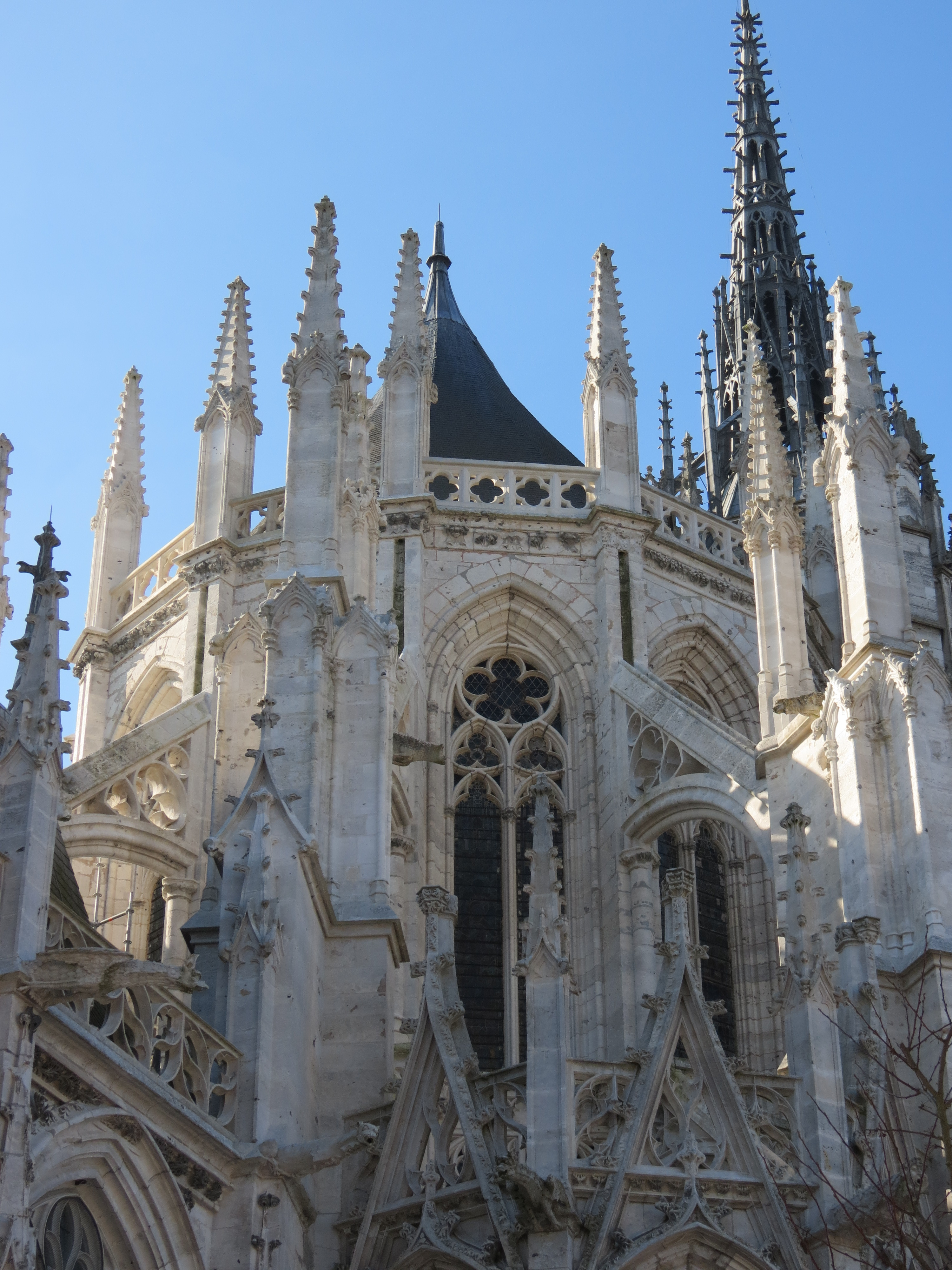
Dans la cathédrale d'Évreux, certains arcs-boutants ornés de trilobes et de quatre-feuilles, ont leur rampant muni d'une rigole d'évacuation des eaux pluviales, prolongée par un conduit traversant la culée et par une gargouille.

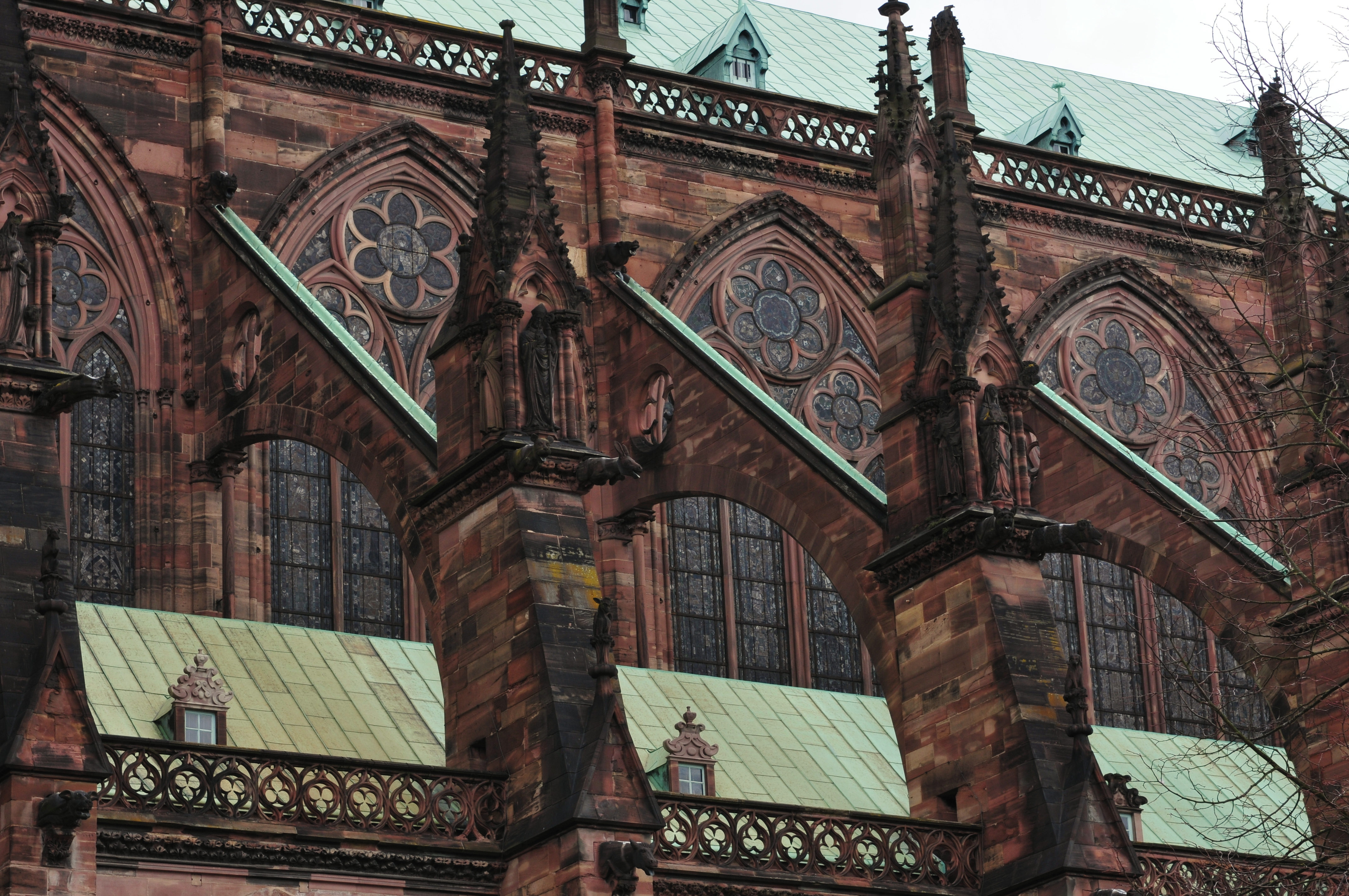
La tête des arc-boutants de la cathédrale de Strasbourg est allégée par le percement d'un oculus quadrilobé et est soutenue par une haute colonnette isolée, reposant au niveau du sommet du triforium sur un contrefort bâti en porte à faux au-dessus de la voûte du collatéral.

Il n'est pas nécessaire de citer ici toutes les églises gothiques, en voici quelques-unes : cathédrales de Bourges, de Paris (Notre-Dame de Paris), de Strasbourg, ou de Cologne.
Le chevet de la cathédrale du Mans présente des arcs-boutants à triple volée, couplés en « Y », qui constituent une prouesse architecturale.
Les voûtes d'arêtes de la nef romane de l'abbatiale Sainte-Marie-Madeleine de Vézelay (la construction de la nef actuelle s'achève en 1138) étaient, à l'origine, maintenues par des tirants à la naissance des voûtes (sur le croquis, en « A » la construction est figurée telle que l'architecte l'avait conçue), mais ces tirants ont rompu (en « B », figurée telle que l'effort des voûtes hautes l'avait déformée). Un siècle et demi après la construction de la nef, les effets produits avaient déjà causé la chute de plusieurs voûtes. Des arcs-boutants ont été construits (en E et pointillés) pour prendre le relais des tirants et maintenir les voûtes. Au XVIe siècle, malgré le déclin de l'architecture gothique, des réminiscences de ce type d'architecture se voient dans des bâtiments français, mélangées à de l'architecture Renaissance et, dans certains bâtiments de ce siècle, il y a encore maintien de l'arc-boutant, comme sur les bas-côtés de la cathédrale Notre-Dame du Havre, mais où l'architecture Renaissance a influencé les arcs-boutants qui sont assez épais, contrairement aux arcs-boutants gothiques peu épais.
Au début du XXe siècle, la technique de l'arc-boutant a été reprise par le ministère de la Marine et des Pêcheries du Canada lors de la construction de neuf phares jalonnant les côtes canadiennes, notamment celui de Pointe-au-Père. Ces neuf phares furent réalisés selon les plans de l'ingénieur français Henri de Miffonis et sous la supervision de William Patrick Anderson, ingénieur en chef du ministère.

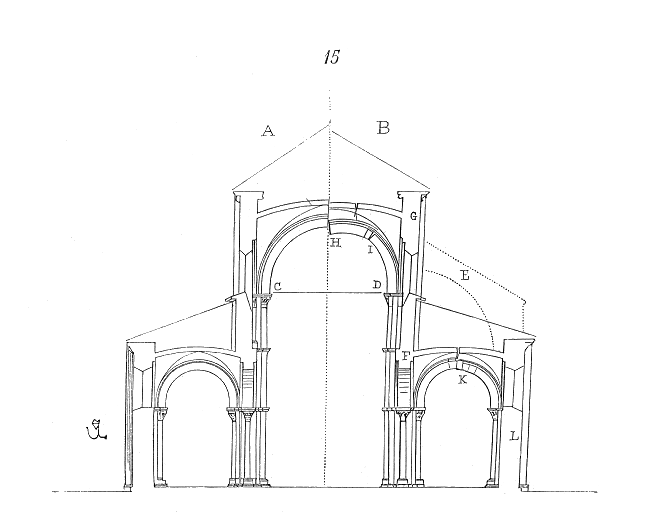
Un exemple d'utilisation de l'arc-boutant : l'abbatiale Sainte-Marie-Madeleine de Vézelay.
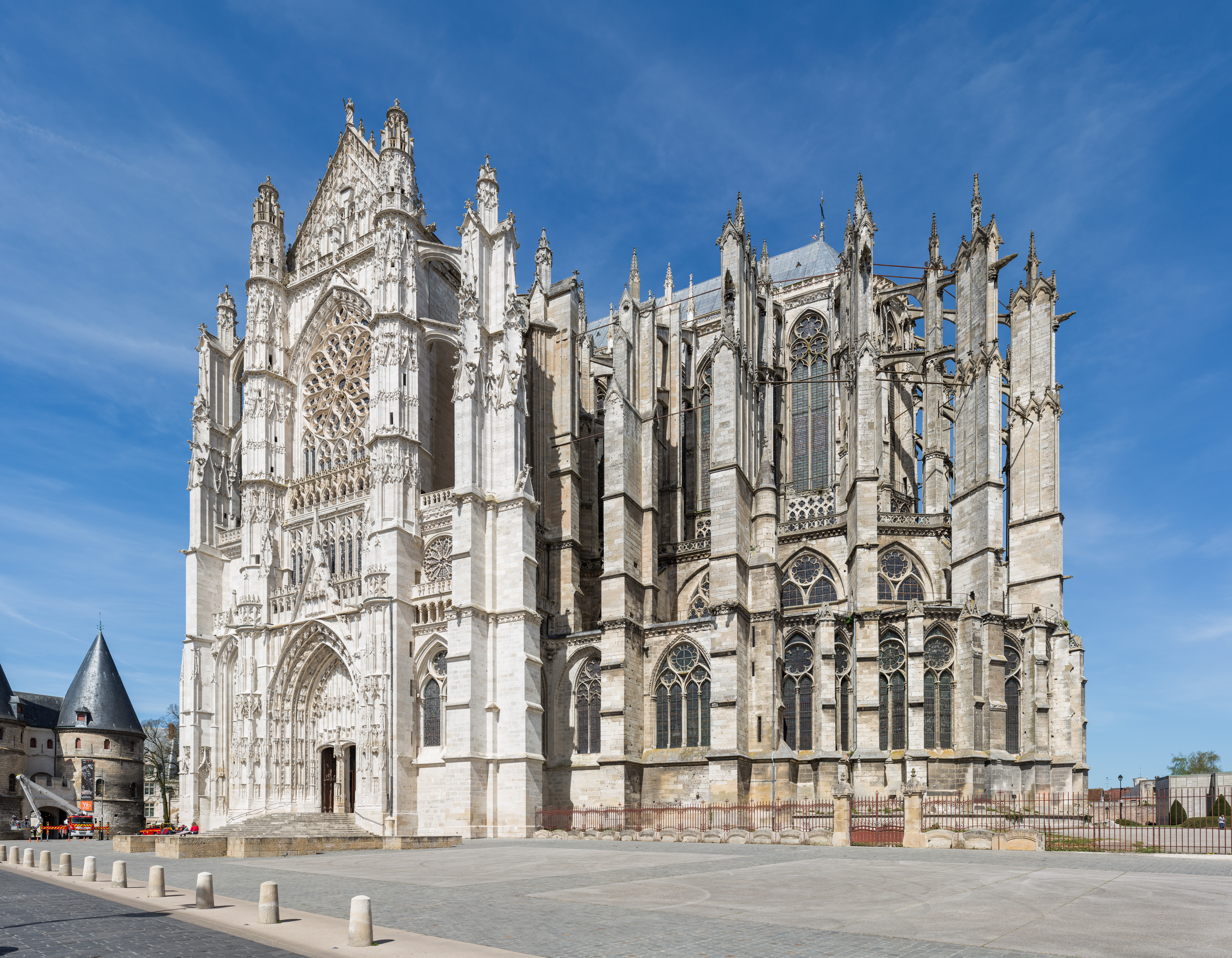
Les arc-boutants du chevet de la cathédrale de Beauvais sont à deux étages et à double volée.
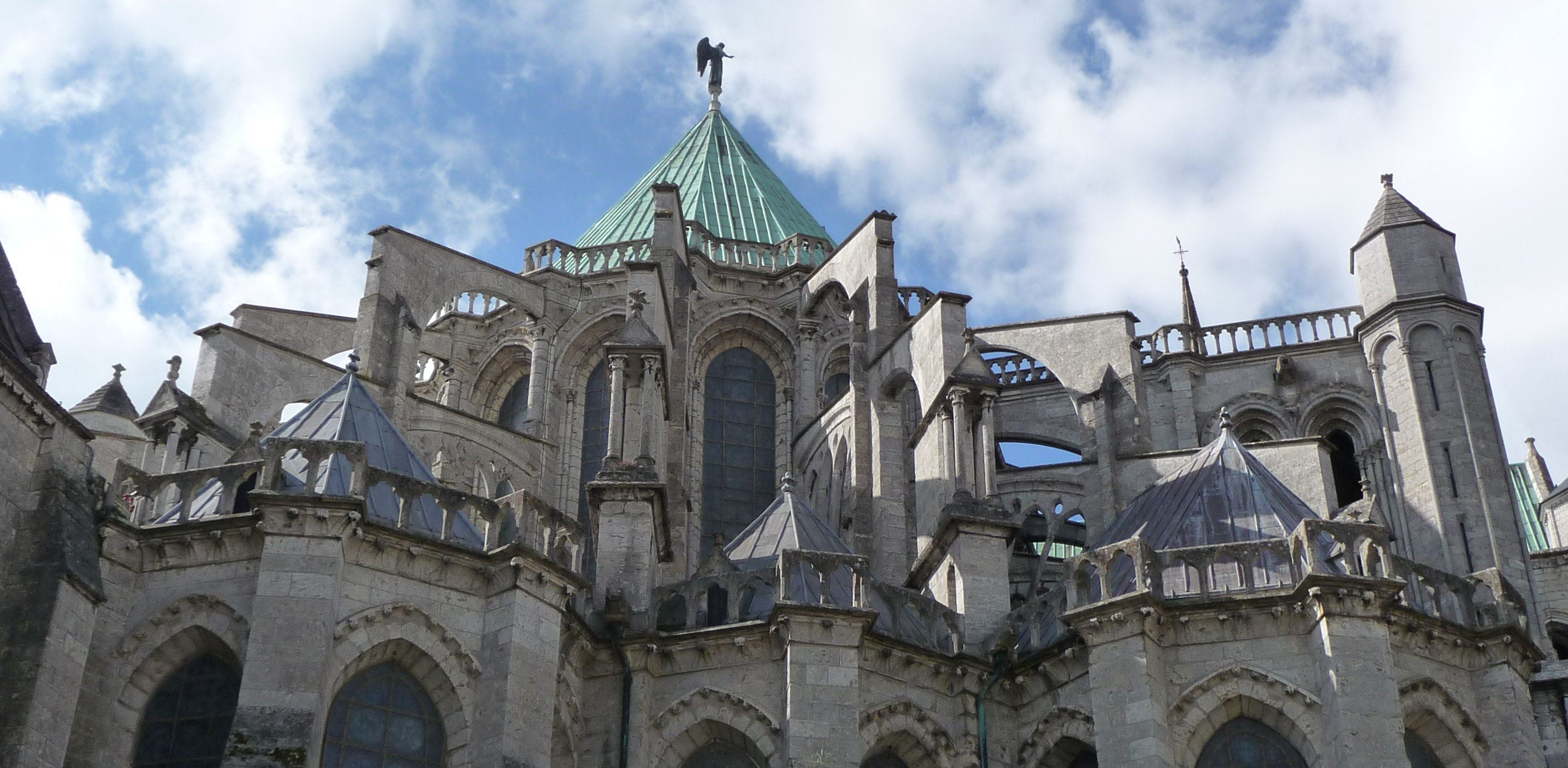
La cathédrale Notre-Dame de Chartres est entourée d'arcs-boutants à double volée et à trois étages superposés. La volée est en quart de cercle à l'intrados et plane à l'extrados.
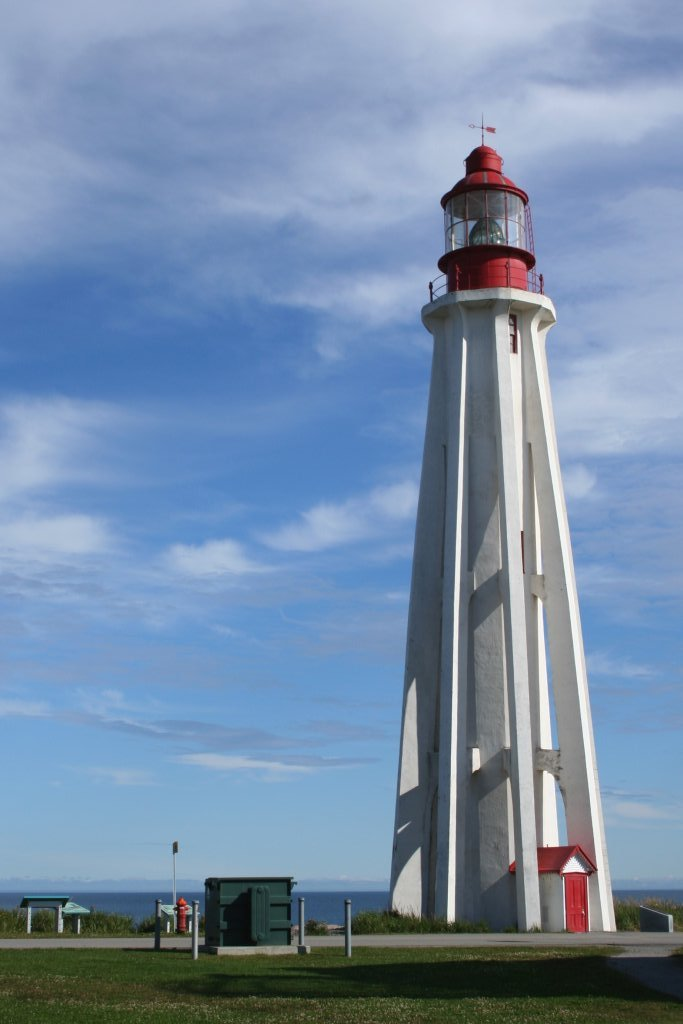
Le phare de Pointe-au-Père (Canada), construit en 1909, est l'une des neuf tours renforcées d'arcs-boutants au Canada entre 1908 et 1910.